# Руді Відофт
Рудольф Корнеліус «Руді» Відофт (англ. Rudolph Cornelius Wiedoeft, 3 січня 1893 — 18 лютого 1940) — американський саксофоніст, чиї композиції та соло на записах допомогли популяризувати інструмент.

## Біографія
Народився в Детройті, штат Мічіган, син німецьких іммігрантів. У молодому віці почав грати в сімейному оркестрі, спочатку на скрипці, потім на кларнеті.
Він переїхав до Нью-Йорка і після серії успішних записів кларнету зі своїм гуртом Frisco Jass Band перейшов на саксофон, який тоді ще був незвичайним інструментом. Набув відомості як віртуозний саксофоніст у 1910-х роках, зробив понад 300 записів для багатьох різних звукозаписних компаній і багато зробив для популяризації саксофона як інструменту як у США, так і за кордоном. Його основним інструментом був саксофон C melody, різновид, який був надзвичайно популярним з 1910-х приблизно до 1930-х років. Він також грав і іноді записував, використовуючи саксофони типів мі-бемоль альт і сі-бемоль сопрано.
Його стиль відзначався дуже швидкими пробігами добре сформульованих нот між довгими легато-фразами в стилі регтайм. Швидко артикульовані ноти стали можливими завдяки передовій техніці подвійного та потрійного звучання, подібних до тих, які використовували виконавці на мідних інструментах (труба, тромбон тощо) і флейтисти. Він також був відомий своїм стилем вібрато, який поширився у пізні роки його музичної кар'єри, хоча у ранні роки він використовував вібрато досить рідко.
Також Відофт використовував кілька інших «звукових ефектів», таких як «плескання язиком» і «сміх» (звукоряд з напівтонів, що понижувався), які поряд із його дуже помітним вібрато, стали частиною його музичного репертуару. Хоча він включив у свою гру деякі елементи раннього джазу, стилістично він залишався доджазовим виконавцем. Деякі з його оригінальних композицій мали успіх, зокрема Valse Erica, Valse Llewellyn, Saxema, Saxophobia та Sax-o-Phun. Також у співавторстві з Г'юґо Фреєм написав популярну мелодію Sax-O-Doodle.
Він залишався дуже популярним артистом у 1920-х роках і регулярно виступав на радіо, але його стиль почав звучати дедалі більше застарілим для публіки, оскільки його кар'єра продовжувалася до 1930-х років. Деякий час він працював у групі Руді Валле, потім деякий час у Франції. З середини 1930-х років він фактично припинив грати. Його інвестиції у видобуток корисних копалин не були успішними.
У Руді були складні стосунки з його дружиною Мері Відофт, частково через труднощі з підтриманням досить яскравого способу життя та зловживання алкоголем. У 1937 році дружина поранила його ножем, від чого він ледь не помер. Однак пара помирилася, і в тому ж році Руді зробив свій останній виступ на радіо.
Він помер у м. Флашинг, штат Нью-Йорк, 18 лютого 1940 року від цирозу печінки.

## Спадщина
До 1920 року Holton Instrument Company адаптувала особливості існуючих серійних моделей саксофонів і продавала їх як «модель Руді Відофта». Однак сумнівно, що Відофт справді виступав із такими інструментами.
Декілька братів і сестер Відофта також стали професійними музикантами, найвідомішим із яких був лідер оркестру Західного узбережжя Герб Відофт (1886—1928).